# Squier Telecaster
Squier Telecaster je kitara, ki jo izdeluje kitajska podružnica Squier  -  licenca je Fenderjeva. Izjemno kvaliteten izdelek, ki ni popolnoma nič bistveno slabši od originala. Cena je petkrat do šestkrat nižja od cene ameriškega modela. Trup je izdelan iz masivnega, pravega lesa  -  tako, kot je to pri ameriških modelih. Obstaja celo model Bruce Springsteen iz natur lesa  -  jesena. 
Skupna odlika vseh izdelkov te tovarne je velika natančnost  -  tako lakiranje, kot tudi celotna izdelava.